# Карл фон Волкенщайн
Карл фон Волкенщайн (на немски: Karl von Wolkenstein; * 1557; † 10 януари 1597) е благородник от род Волкенщайн в Тирол, австрийски фрайхер/граф в Роденго в Южен Тирол. Родът фон Волкенщайн е странична линия на господарите фон Филандерс.

## Произход
Той вероятно е син на фрайхер Кристоф фон Волкенщайн-Роденег (1530 – 1600) и съпругата му фрайин Урсула фон Шпаур-Флавон (1532 – 1575), дъщеря на фрайхер Улрих фон Шпаур и Флафон (1495 – 1549) и Катерина ди Мадруцо († 1551). Брат е на Зигизмунд фон Волкенщайн-Роденег (1554 – 1624) и Кристоф фон Волкенщайн-Роденег (1560 – 1616). Роднина е на Николаус фон Волкенщайн (1587 – 1624), епископ на Кимзе (1619 – 1624).
През 1628 г. синът му Михаел става имперски граф.
- Останки от замък Волкенщайн
- Дворец Роденег в Роденго

## Фамилия
Карл фон Волкенщайн се жени на 6 май 1576 г. за графиня Йохана Фугер (* 24 април 1558; † 29 януари 1597), дъщеря на банкера фрайхер Маркус Фугер (1529 – 1597) и Сибила фон Еберщайн (1531 – 1589). Те имат децата:
- Михаел, издигнат на имперски граф 1628 г. на Волкенщайн-Роденег, женен за Мария Елеонора цу Шпаур и Флафон (* 1594)
- Урсула (1578 – 1636), омъженна за Енгелхард фон Волкенщайн (1566 – 1647), син на фрайхер Вилхелм II фон Волкенщайн-Тростбург (1509 – 1577), губернатор на Тирол